# Варано де Мелегари
Варано де Мелегари (итал. Varano de' Melegari) је насеље у Италији у округу Парма, региону Емилија-Ромања.
Према процени из 2011. у насељу је живело 1408 становника. Насеље се налази на надморској висини од 205 м.

## Становништво
| 1951. | 1961. | 1971. | 1981. | 1991. | 2001. | 2011. |
| ----- | ----- | ----- | ----- | ----- | ----- | ----- |
| 3.284 | 2.698 | 2.227 | 2.111 | 2.075 | 2.236 | 2.689 |